# Rockville (California)
Rockville es un área no incorporada ubicado en el condado de Solano en el estado estadounidense de California. Se encuentra ubicado dentro de los límites de Fairfield, cerca de Solano Community College al norte de la Interestatal 80.

## Geografía
Rockville se encuentra ubicada en las coordenadas 38°14′N 122°7′O / 38.233, -122.117.